# Patrizia Nanz

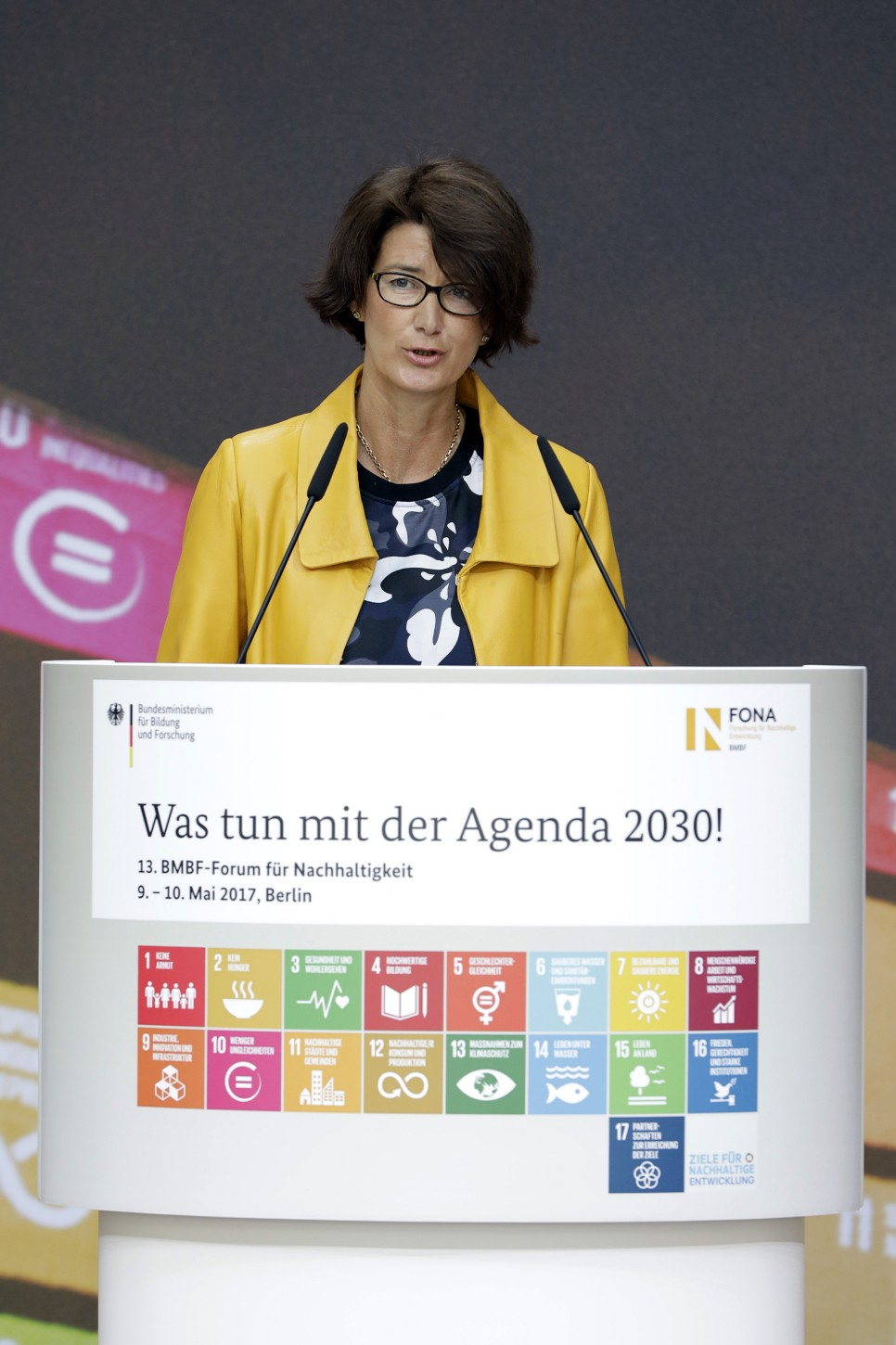
Patrizia Nanz, copresidenta de la plataforma científica de los ODS. 13 Foro BMBF para la sostenibilidad.

Patrizia Nanz (9 de julio de 1965, Stuttgart) es una politóloga alemana y experta en democracia, administración participativa y sostenibilidad.
Es desde el 1 de febrero de 2021 Vicepresidente de la Oficina Federal para la Seguridad de la Gestión de Residuos Nucleares (BASE).  Además, es codirectora de la Agencia Franco-Alemana del Futuro, que fue fundada el 22 de enero de 2020 y se decidió en el Tratado de Aquisgrán  Antes de eso, de abril de 2016 a enero de 2021 fue Directora Científica en el Instituto de Estudios Avanzados de Sostenibilidad (IASS) y Profesora de  desde 2017 hasta finales de 2020. Patrizia Nanz también fue copresidenta de Science Platform Sustainability 2030, cuya oficina se encuentra en el IASS.  En enero de 2019 fue nombrada por el Ministerio Federal de Educación e Investigación (BMBF) como miembro del Foro de Alta Tecnología, que asesora al gobierno alemán sobre la Estrategia de Alta Tecnología 2025.  De 2013 a 2016 fue jefa del área de investigación de Cultura de Participación en el Instituto de Estudios Culturales de Essen (KWI). En 2005 recibió una cátedra de pleno derecho en la Universidad de Bremen.  Es la fundadora del Instituto Europeo de Participación Pública (EIPP) y cofundadora de la plataforma Wiki Participedia. 

## Trayectoria
Patrizia Nanz creció como bilingüe (alemán-italiano) en Múnich. De 1984 a 1990 estudió filosofía en la Universidad Jesuita SJ, así como filosofía, historia y estudios literarios en Múnich, Milán y Frankfurt del Main, con el apoyo de la beca bávara para estudiantes superdotados. Paralelamente, realizó una formación periodística en el Instituto de Promoción de la Juventud Periodista y realizó una pasantía en varios diarios (p. ej. en la sección de sociedad del Frankfurter Allgemeine Zeitung). Terminó sus estudios con un trabajo sobre filosofía del lenguaje con Jürgen Habermas.
A partir de 1991, trabajó durante muchos años como editora de ciencia y no ficción en S. Fischer Verlag y en Giangiacomo Feltrinelli Editore en Milán. Después de un semestre de investigación con Charles Taylor en la Universidad McGill de Montreal, comenzó un doctorado en ciencias políticas en 1997 en el Instituto Universitario Europeo de Florencia. Patrizia Nanz se doctoró con una tesis sobre el ciudadano europeo con el título "Europolis. Patriotismo constitucional más allá del Estado-nación” (Jurado: Philippe C. Schmitter, Jürgen Habermas, Charles Sabel, Peter Wagner). Después de cargos como asistente de investigación en el Instituto Max Planck de Investigación sobre Bienes Colectivos en Bonn y como becario Marie Curie Post-Doc con el tema de "Democracia, Deliberación y Aprendizaje a Nivel Transnacional: Regulación de Riesgos en la Unión Europea y la Organización Mundial del Comercio en el Centro para el Estudio de la Democracia" en la Universidad de Westminster (Londres), fue nombrada profesora en la Universidad de Bremen en 2002 (en teoría política) . En 2003 fue becaria visitante en el MIT (Cambridge, Mass.), En 2002 fue becaria en Hanse Wissenschaftskolleg en Delmenhorst y en 2005/2006 fue becaria en Wissenschaftskolleg zu Berlin.
Está casada y tiene dos hijos.

## Actividad y trabajo investigador
Las prioridades temáticas de Nanz son el proyecto político de Europa, el papel social y la responsabilidad de la ciencia, el mayor desarrollo de la democracia, la renovación del estado y la administración, así como la participación ciudadana, especialmente en temas como el cambio climático, la biotecnología, la transición energética y la búsqueda de repositorios.
De 2002 a 2010 dirigió el proyecto de investigación “Participación y Legitimación en Organizaciones Internacionales” en el marco del DFG - Centro Colaborativo de Investigación “Statehood in Transition” de la Universidad de Bremen (desde 2006 junto con Jens Steffek). De 2005 a 2009 fue responsable de la parte alemana del proyecto de investigación "Dar voz a nuevos sujetos: migrantes, organizaciones e integración en el sistema de salud", financiado por la Fundación Volkswagen. De 2007 a 2010 dirigió el proyecto de investigación "Los derechos fundamentales en la Unión Europea" en el marco de la red europea de investigación "Recursos, derechos y capacidades: en busca de las bases sociales para Europa (CAPRIGHT)", que fue financiado por la Unión Europea.
En 2009 Patrizia Nanz fundó, entre otros con Archon Fung y Mark Warren, la plataforma Wiki Participedia, una base de datos para innovaciones democráticas en todo el mundo. Ha sido miembro del comité directivo desde entonces. De 2011 a 2013 formó parte del proyecto “Participedia: Fortalecimiento de una asociación global emergente” financiado por el Consejo de Investigación en Ciencias Sociales y Humanidades de Canadá. Desde 2013, junto con Klaus Töpfer (IASS Potsdam) y Claus Leggewie (KWI), lidera el proyecto de energía de demostración financiado por el Ministerio Federal de Educación e Investigación (BMBF).
En el IASS dirige los proyectos de investigación "Futurización de políticas, narrativas e imágenes de sostenibilidad", "Implementación del Acuerdo de París", "Gobernanza de los océanos", "Co-creación y asesoramiento de políticas contemporáneas" así como el proyecto "Cambio estructural social y asesoramiento sobre políticas receptivas en Lausitz".
Asesora a municipios, empresas, autoridades y gobiernos de varios países europeos. Junto con la periodista Marie von Mallinckrodt, inició el proyecto “Losland - Dando forma al futuro localmente”. Desde 2021, Mehr Demokratie e. V. y el IASS, financiado por la Agencia Federal de Educación Política, para alcaldes, ayuntamientos y administraciones de Alemania en procesos de participación .
Patrizia Nanz es miembro del Patronato de la Academia Ambiental de Múnich  y del Consejo Asesor de Educación y Discurso del Instituto Goethe. También es miembro del Patronato del Foro Europeo de Alpbach  y miembro del Comité Científico del Foro Mundial para la Democracia (Consejo de Europa). También fue miembro breve del consejo asesor fundador del Centro Federal de Movilidad. Ha sido miembro del Patronato del Instituto Fraunhofer de Investigación de Sistemas e Innovación (ISI) desde 2020.
Proyecto de futuro franco-alemán
Para fortalecer la cooperación franco-alemana y promover el entendimiento mutuo entre los dos países, el presidente francés Emmanuel Macron y la canciller alemana Angela Merkel firmaron el Tratado de Aquisgrán en enero de 2019. En el artículo 22, también decidieron fundar la Agencia del Futuro Franco-Alemana. La tarea del trabajo futuro es impulsar los procesos de transformación en ambas sociedades. Zukunftswerk acompaña y examina las iniciativas en los municipios alemanes y franceses que buscan un cambio integral. En los diálogos transnacionales, la política y la administración locales aprenden mutuamente cómo pueden encontrar soluciones a medida para problemas futuros junto con los ciudadanos, las empresas locales y las asociaciones. A través de la investigación-acción, el trabajo futuro identifica patrones y condiciones para el éxito de los procesos de transformación. Finalmente, junto con actores locales y representantes de la sociedad civil, la ciencia y la administración federal a nivel federal, formula recomendaciones de política para los gobiernos de Alemania y Francia .

### Eliminación del carbón en Alemania
Como parte de una iniciativa del Ministerio Federal de Educación e Investigación, Patrizia Nanz también participó en un proyecto para eliminar el carbón en Lusacia. En su proyecto “Cambio estructural social y asesoría política receptiva en Lusacia”, Nanz y el IASS analizan las oportunidades suprarregionales para un cambio estructural democráticamente diseñado y socialmente justo en Lusacia y, en este contexto, desarrollan propuestas para la estructuración de procesos de cooperación regional.   El grupo de investigación interdisciplinario aborda las áreas de tensión y posibilidades de un cambio estructural democrático y sustentable, tomando en cuenta los antecedentes históricos y políticos, así como la inclusión de los pueblos de la región. Los resultados del proyecto están a disposición de los actores políticos y sociales y se incorporan al trabajo del "Taller del futuro de Lausitz", que acompaña al proyecto IASS. 

### Sostenibilidad de la plataforma científica 2030
Patrizia Nanz es copresidenta de Science Platform Sustainability 2030. La Plataforma Científica Sostenibilidad 2030, fundada en 2017, hace contribuciones a los procesos de implementación de la Estrategia Alemana de Sostenibilidad en el contexto de la Agenda 2030 y sus 17 Objetivos de Desarrollo Sostenible (ODS). Sus objetivos son agrupar el conocimiento existente para los procesos de implementación política así como retroalimentarlo con la ciencia, promover la cooperación para una activación amplia de la ciencia para la sustentabilidad, apoyo crítico-constructivo de la política de sustentabilidad desde la perspectiva de la ciencia, intensificación del diálogo y nuevas alianzas entre los diferentes actores de la ciencia, la política y la sociedad en temas de sostenibilidad. La plataforma funciona de forma transdisciplinaria y científicamente independiente, y se integra sistemáticamente en el proceso de control, diálogo e implementación de la estrategia alemana de sostenibilidad. La oficina de Science Platform Sustainability 2030 está afiliada a las instalaciones de IASS en Potsdam.

### La ciencia en tiempos de amenaza
Patrizia Nanz se ocupa de las crisis actuales de la democracia y la ciencia. Los movimientos populistas capitalizan las crisis de legitimidad de los sistemas democráticos que la investigación en ciencias sociales ha estado observando durante mucho tiempo. Las cámaras de eco en las redes sociales están impulsando la fragmentación del público político y la división de la sociedad.   Al mismo tiempo, la ciencia también está en crisis y hablar de ' hechos alternativos ' o ' posverdad ' es solo la punta del iceberg.
Con esto en mente, Nanz ayudó a desarrollar el enfoque de investigación transformadora del IASS. Además, realiza investigaciones sobre las transformaciones del sistema científico, en particular sobre las formas de generar conocimiento socialmente relevante y orientado al bien común con actores de la política, los negocios y la sociedad civil (p. Ej. B. Cocreación). Al hacerlo, también prueba los llamados espacios de pensamiento, nuevas formas de coproducción de futuros a largo plazo entre las ciencias naturales, humanas y sociales. 

### Participación, administración participativa y renovación del estado
Patrizia Nanz, como Claus Leggewie y otros, aboga por el enfoque de la participación a través de unos pocos ciudadanos seleccionados al azar (p. Ej. B. Consejo de Ciudadanos), que elaboran propuestas de solución a problemas futuros. Los comités son consultivos y requieren la confirmación de un consejo municipal, un parlamento estatal o el Bundestag legitimados democráticamente y necesitan una administración correspondientemente abierta o participativa. En su libro “El consultivo. Más democracia a través de la participación ciudadana”(2016), Nanz propone la institucionalización de consejos de futuro para liberarse del modo político actual y anclar la responsabilidad política más allá de los períodos legislativos. Además, describen cómo la totalidad de los órganos consultivos (locales, nacionales y europeos) podrían desarrollar un cuarto poder y complementar la democracia. Como modelo práctico, Nanz propone el establecimiento de un taller de participación federal como una especie de unidad de personal a nivel federal, que integra sistemáticamente la participación ciudadana en el sistema parlamentario-representativo y tiene como objetivo garantizar un flujo de proceso general en la administración ejecutiva. 
En 2020 el libro “Reconstruyendo la democracia. Cómo los ciudadanos se están construyendo desde cero” (Harvard University Press; en el que Patrizia Nanz, junto con Charles Taylor y Madeleine Beaubien Taylor, utiliza ejemplos locales para describir cómo se transforma la democracia a través de la inclusión puede ser revitalizada por los ciudadanos. Los experimentos innovadores exitosos surgen de abajo hacia arriba, en una interacción de las ideas y competencias de la población, la administración y la política.
Además, Nanz opina que complementar la democracia representativa con la participación ciudadana por sí sola no es suficiente para contrarrestar la crisis de la democracia. Si la confianza en la democracia como forma de gobierno disminuye, lo primero que hay que hacer es fortalecer su credibilidad y capacidad de actuación a través de una política que se fije metas a largo plazo y se responsabilice de ellas, y una administración que adapte sus estructuras y procesos a los complejos desafíos de hoy. Si la sociedad abierta quiere sobrevivir, debe representar agresivamente los derechos y valores democráticos básicos y luchar por un público en general que funcione, un sentido de comunidad y cohesión. Como solución (parcial), Nanz pide que los futuros líderes en Europa sean formados de tal forma que puedan disponer de formas de conocimiento diferenciadas, éticamente viables e integradoras. El personal administrativo también necesita una enseñanza práctica de la capacidad de colaborar e innovar.
Patrizia Nanz asume que la fuerza innovadora de la sociedad es el recurso más importante para abordar los problemas futuros. Por tanto, sugiere poner la relación entre política y administración, sociedad civil, empresa y ciencia sobre una nueva base. Por un lado, a través de una mayor permeabilidad vertical de los niveles político-administrativos y el correspondiente federalismo de abajo hacia arriba: aprender de los pioneros y de las iniciativas faro para establecer el marco político a nivel estatal y federal. Por otro lado, una participación temprana de actores no estatales, más allá de los grupos de interés organizados, como parte integral de la acción estatal. Además, es importante superar el principio departamental de temas transversales a través de formas organizativas horizontales. 

## Publicaciones (selección)

### Monografías y publicaciones individuales
- Reconstruyendo la democracia. Cómo los ciudadanos están construyendo desde cero, Harvard University Press, 2020 (con Charles Taylor y Madeleine Beaubien Taylor).
- El consultivo. Más democracia a través de la participación ciudadana, Klaus Wagenbach Verlag, 2016/2018 (con Claus Leggewie ), ISBN 978-3803-12749-5. Traducción al inglés: Sin representación sin consulta. Una guía ciudadana para la democracia participativa, trad. por Damian Harrison y Stephe Roche, Between The Lines, junio de 2019, ISBN 9781771134071.
- Manual de participación ciudadana. Actores y procedimientos, oportunidades y límites, Agencia Federal de Educación Cívica 2012 (con Miriam Fritsche). libro electrónico; Traducción italiana: La partecipazione dei cittadini: un manuale. Metodi partecipativi: protagonisti, oportunita 'e limiti, Regione Emilia-Romagna 2014. eBook.
- Europolis. Patriotismo constitucional más allá del Estado nación, Manchester University Press, 2006; Traducción italiana: Europolis. Un idea controcorrente di integrazione politica, Giangiacomo Feltrinelli Editore 2009.
- Verdad y política en la sociedad de los medios: notas sobre Hannah Arendt, Verlag Klaus Wagenbach 2006/2013, ISBN 978-3-8031-4131-6.

### Edición (selección)
- La ciencia en el cambio estructural: la práctica paradójica de la investigación sobre transformación comprometida (Ed. Con Jeremías Herberg y Johannes Staemmler), oekom verlag, 2021.
- ¿Nos está escuchando Europa? Éxitos y fracasos de las consultas ciudadanas de la UE. (Ed. Con Raphael Kies), Ashgate Publishing 2013. Traducción al francés: Les nouvelles voix de l'Europe? Analyzes des consultations citoyennes, Editions Larcier / De Boeck 2014. Con prólogo de Viviane Reding.
- Participación de la sociedad civil en la gobernanza internacional: ¿una cura para su déficit democrático? Editado con Jens Steffek y Claudia Kissling, Londres, Palgrave Macmillan, 2008.

### Artículos (selección)
- ¿Todo el poder para los consejos climáticos? Experimentos democráticos para una política climática progresista. (con Kübler, L., Kirby, NE) Mittelweg 36: Revista del Instituto de Investigación Social de Hamburgo 29 de junio (2020): 101–122.
- Cruzando fronteras: ¿qué tan pública debería ser la ciencia? En: E-Paper de Friedrich-Ebert-Stiftung, 2020 (con A. Edel, L. Kübler, E. Lines, K. Patzwald, G. Speiser, D. Stasiak y M. Weißkopf)
- La política de hacer y deshacer un futuro (sostenible). En: Ciencia de la sostenibilidad, 2018 (con Henrike Knappe, Anne-Kathrine Holfelder, David Löw-Beer).
- Crisis y participación en la Unión Europea: la política energética como banco de pruebas para una nueva política de participación ciudadana. En: Global Society, 31, 2017, p. 65–82 (con JH. Kamlage).
- El enfoque transdisciplinario del Instituto de Estudios Avanzados de Sostenibilidad (IASS): concepto e implementación. En: GAIA Ecological Perspectives for Science and Society, 26/3, 2017, p. 293-296 (con O. Renn y MG Lawrence).
- Participación. En: JK Cogans, I. Hurd, I. Johnstone (eds. ): Manual de Organizaciones Internacionales de Oxford. Oxford, Oxford University Press, pág. 1126-1145 (con K. Dingwerth).
- Nuevas formas de participación democrática. En tránsito.. European Review, vol. 44, págs. 72–85, 2013 (con Claus Leggewie). Traducción inglesa: "El futuro consejo. Nuevas formas de participación democrática ", en: Eurozine.